# Bidens bipinnata
Espèce
Classification phylogénétique
Le Bident bipenné, Bidens bipinnata, est une espèce de plante à fleurs de la famille des Asteraceae originaire d'Amérique du Nord.

## Taxonomie
L'espèce Bidens bipinnata est décrite par Carl von Linné en 1753.
Synonymes
- Bidens bipinnata var. biternatoides Sherff
- Bidens cicutifolia Tausch
- Bidens decomposita Wall. ex DC.
- Bidens elongata Tausch
- Bidens fervida hort. ex Colla
- Bidens myrrhidifolia Tausch
- Bidens pilosa var. bipinnata (L.) Hook. fil.
- Bidens pilosa var. decomposita (Wall. ex DC.) Hook. fil.
- Bidens wallichii DC.
- Kerneria bipinnata (L.) Gren. & Godr. (Kernérie bipennée)

## Distribution
Bidens bipinnata est originaire d'Amérique du Nord. Elle est présente nativement au Canada en Ontario et dans le Nouveau-Brunswick, ainsi qu'aux États-Unis dans une trentaine d'États (Alabama, Arizona, Arkansas, Caroline du Nord, Caroline du Sud, Connecticut, District of Columbia, Floride, Géorgie, Illinois, Indiana, Iowa, Kansas, Kentucky, Louisiane, Maryland, Mississippi, Missouri, Nebraska, New Jersey, New York, Nouveau-Mexique, Ohio, Oklahoma, Pennsylvanie, Rhode Island, Tennessee, Texas, Virginie, Virginie-Occidentale). Désormais présente sur tous les continents à l'exception de l'Antarctique, elle est parfois considérée comme invasive.
Dans sa Flore des Alpes Maritimes  (1892), Émile Burnat explique la rapide diffusion de l'espèce dans le monde : « Espèce de l'Amérique centrale et des États-Unis, introduite en Europe au XVIIIe siècle, où elle s'est propagée facilement dans plusieurs régions (midi de la France, Lombardie, Vénétie, Tirol méridional) au moyen des fruits à appareil aggripeur qui restent accrochés à la toison des animaux et aux vêtements de l'homme. »

## Description
Bidens bipinnata est une herbacée qui peut atteindre une hauteur de 150 cm. Ses inflorescences peuvent être blanches ou jaunes, tantôt seules ou à plusieurs. Ses feuilles sont pétiolées et ses tiges ramifiées.
L'espèce peut pousser aussi bien dans les prairies ou les forêts que sur les bords des routes. Elle apprécie les endroits humides.

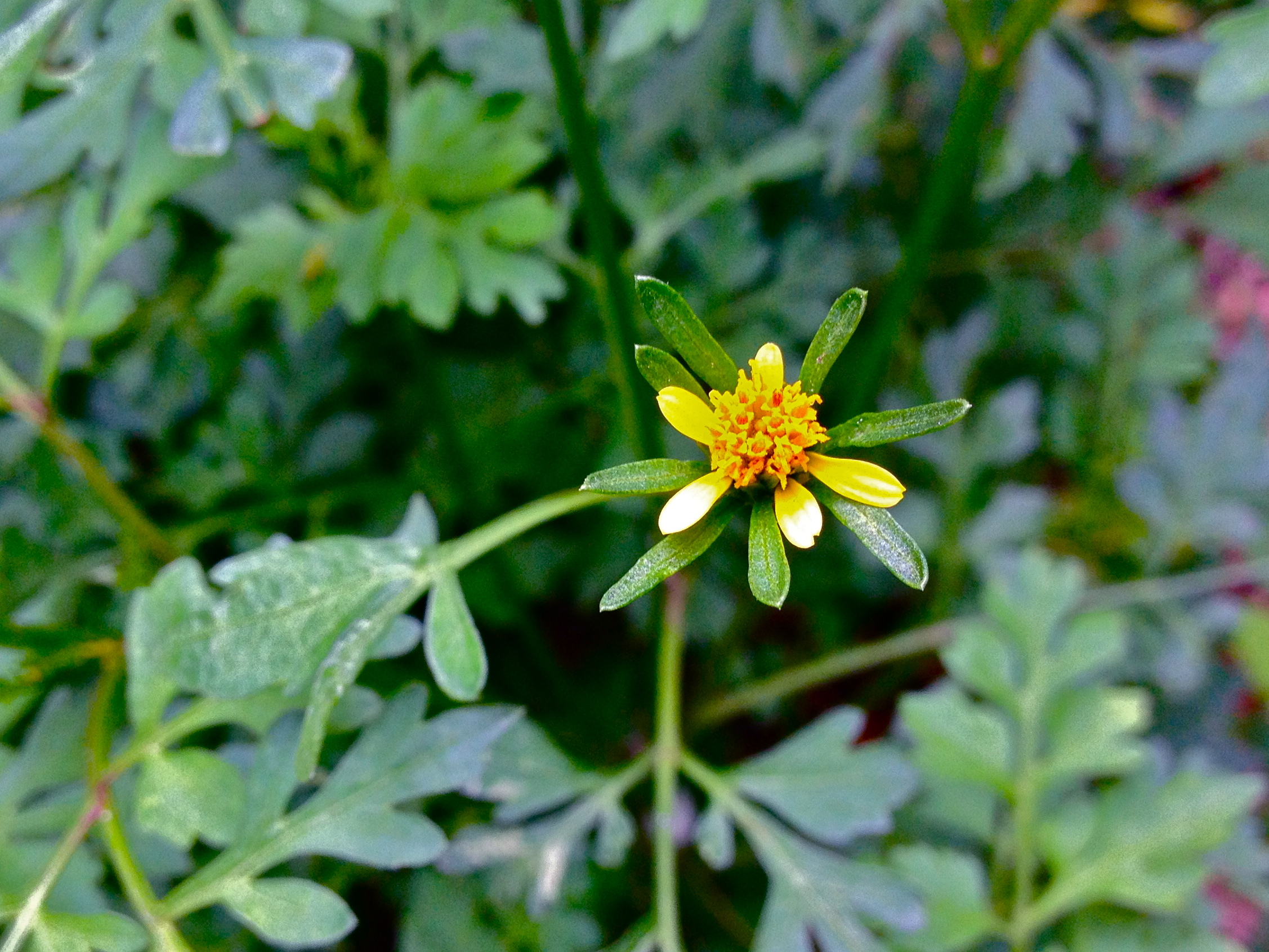
Une fleur jaune.
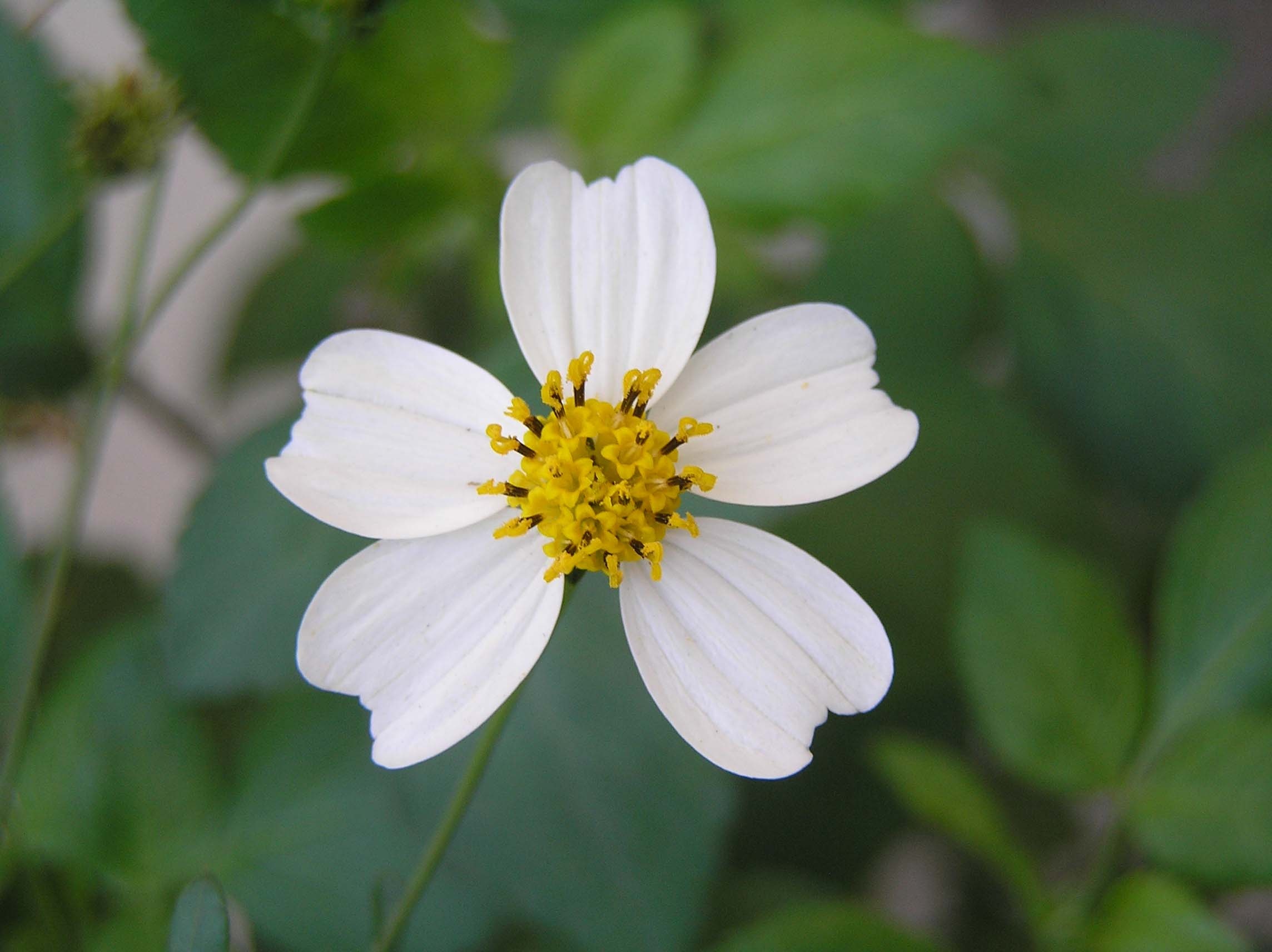
Une fleur blanche.
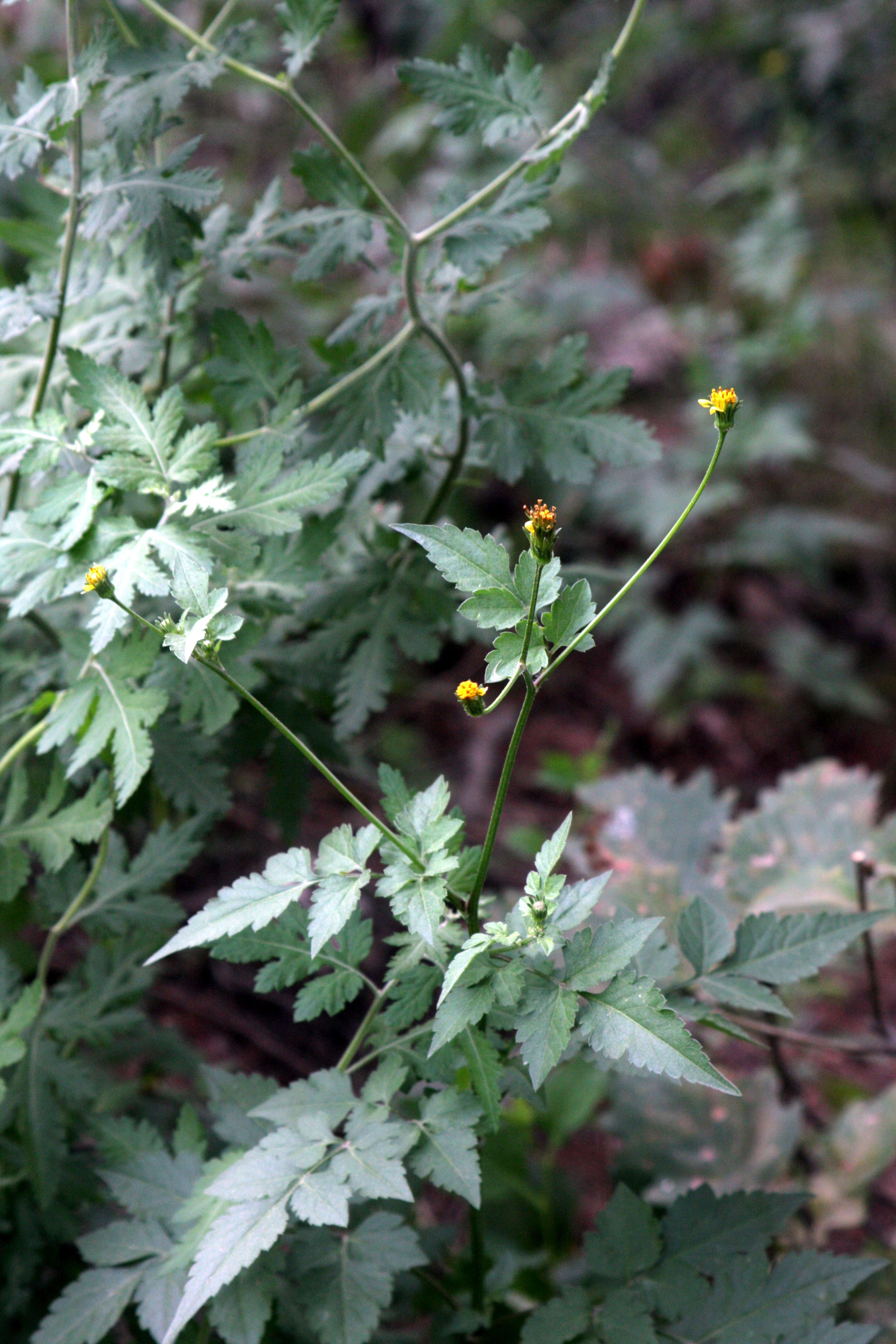
Feuilles et inflorescence.
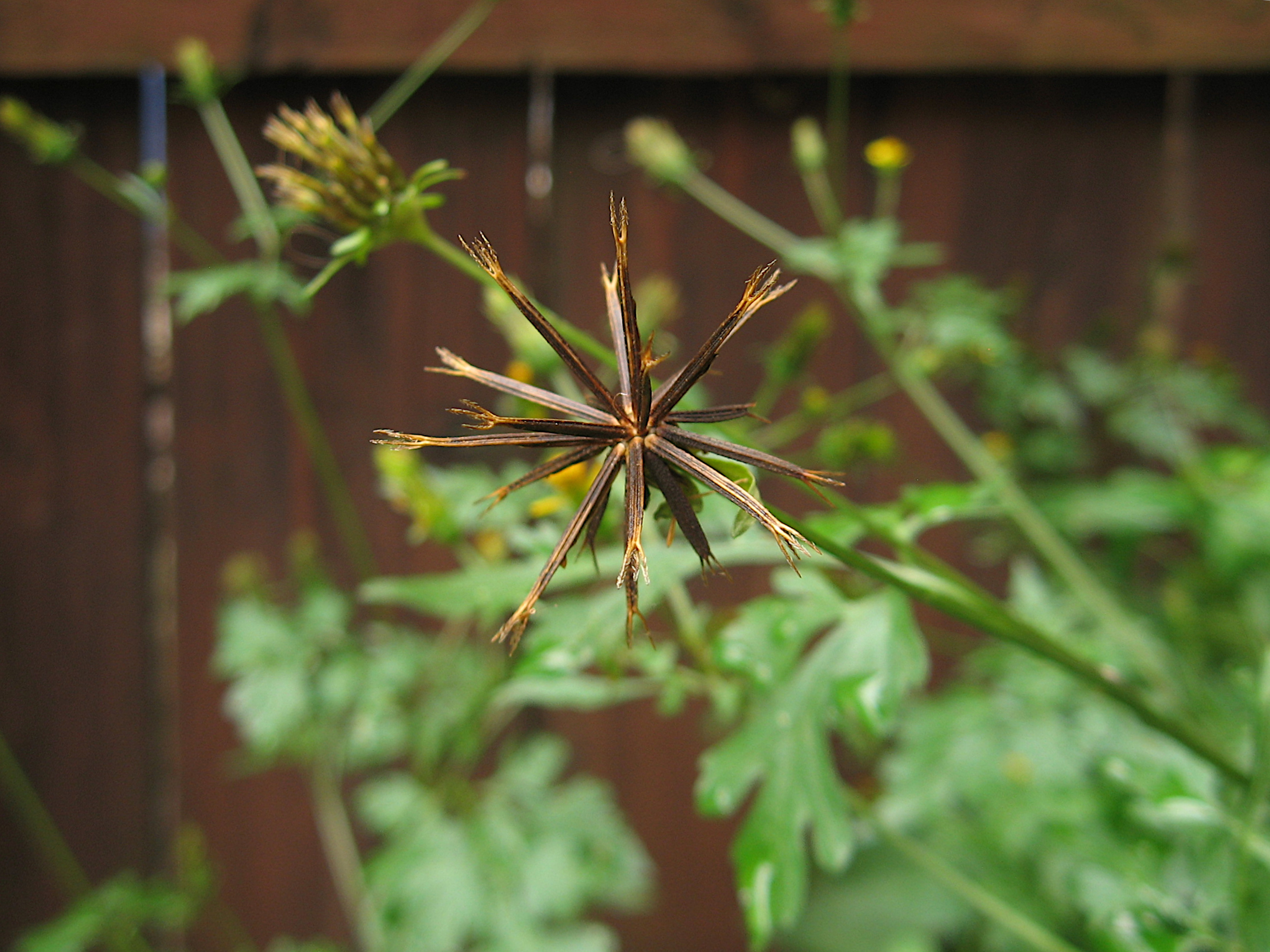
Fruit.
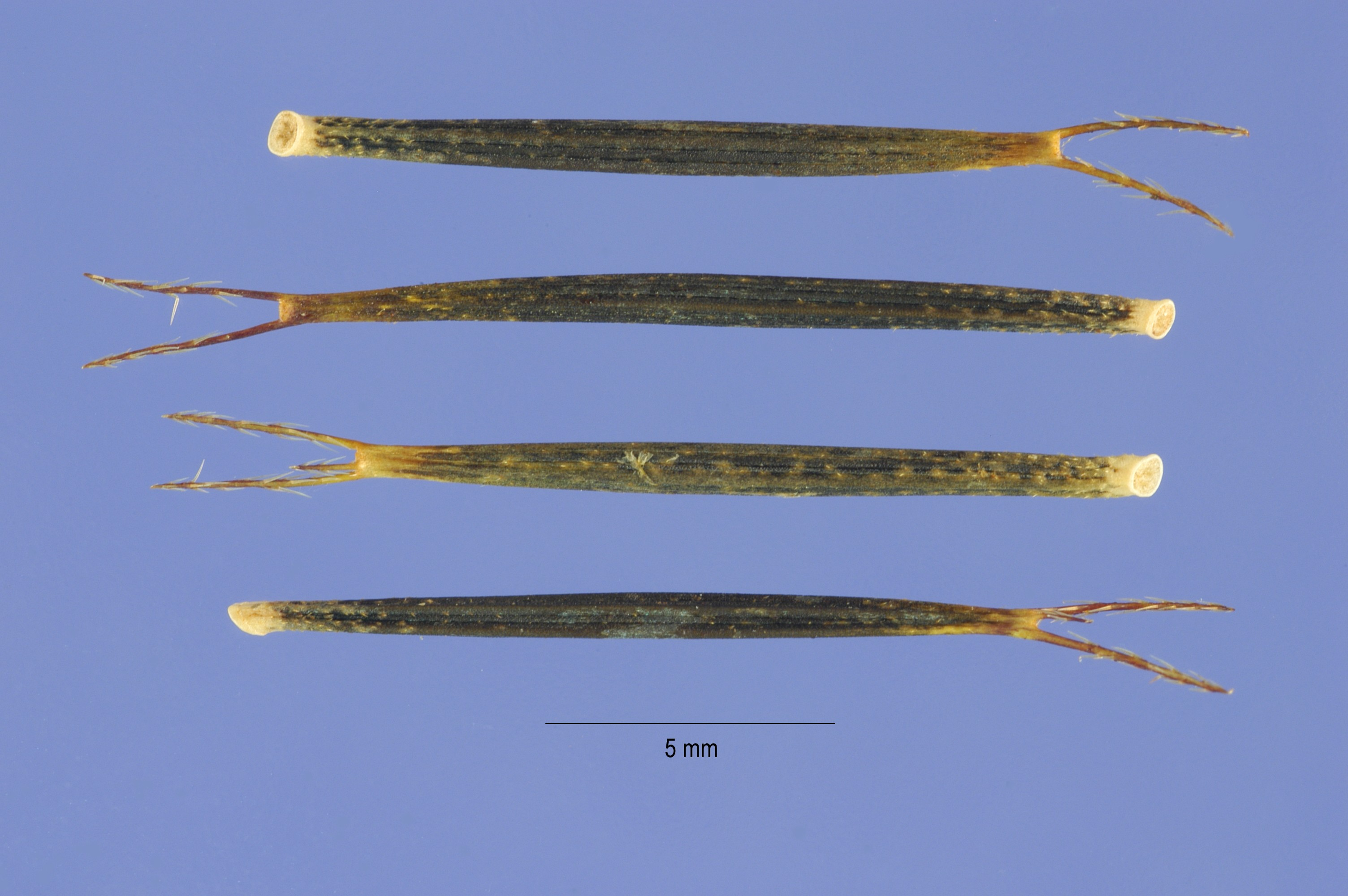
Graines.

## Usage alimentaire
Ses feuilles peuvent être consommées cuites. Elles sont par exemple un aliment connu au Nigeria.

## Usage médical
Bidens bipinnata est utilisée en médecine traditionnelle chinoise pour divers usages, et notamment  contre les rhumatismes et comme anti-inflammatoire. Une étude scientifique chinoise de 2012 suggère, sans en être certaine, que cette plante pourrait en effet avoir une action bénéfique comme anti-inflammatoire.